# مقبرة رايت
مقبرة رايت التاريخية (بالإنجليزية: Wright Cemetery)‏ هي مقبرة تقع في شمال غرب مدينة ويستفورد. أنشات رسميًا في عام 1836 كمقبرة خاصة لعائلة رايت، تكفلت بلدية المدينة بصيانتها وتشغيلها عام 1909.
تبلغ مساحة المقبرة نصف فدان وتحوي على ما يقرب 150 قبرا ولا تزال قيد الاستخدام. أضيفت المقبرة إلى السجل الوطني للأماكن التاريخية في عام 2005.

## الوصف والتاريخ
تقع مقبرة رايت في شمال غرب ويستفورد شمال تقاطع لينوود لين وطريق جروتون (طريق ماساتشوستس 40 )، المقبرة تعد مستطيلة تقريبًا مع جدار من الحجر الرملي المغطى على طول الطريق، وسياج من أعمدة الجرانيت والقضبان الخشبية على الجوانب، إضافة إلى عدد قليل من مداخل المشاة.
اعتمدت المقبرة رسميًا من قبل بلدية المدينة كمقبرة خاصة لعائلة رايت في عام 1837، بعد تأكد دفن واحد من العائلة وهو الملازم ناحوم ويت، ليكون من قدامى المحاربين في الحرب الثورية الأمريكية. كما هناك أيضًا العديد من قبور حرب 1812 لقدامى المحاربين.